# Tentato colpo di Stato di Leonardopoulos-Gargalidis
Il tentato di colpo di stato di Leonardopoulos-Gargalidis (in greco Κίνημα Λεοναρδόπουλου-Γαργαλίδη?) fu un fallito colpo di stato militare lanciato il 22 ottobre 1923 in Grecia dagli ufficiali militari filo-realisti sotto i tenenti generali Georgios Leonardopoulos e Panagiotis Gargalidis e il colonnello Georgios Ziras. Il suo fallimento screditò la monarchia e contribuì in modo decisivo alla costituzione della Seconda Repubblica ellenica nel marzo 1924.

## Contesto
In seguito alla sconfitta greca nella campagna dell'Asia Minore contro la Turchia, l'esercito greco, guidato dai colonnelli venizelisti Nikolaos Plastiras e Stylianos Gonatas, rovesciò il governo monarchico nel settembre 1922 e costrinse il re Costantino I a un nuovo esilio. Gli successe il figlio maggiore, Giorgio II, ma la posizione della monarchia rimase precaria. Il "governo rivoluzionario" guidato dai militari  processò e condannò a morte sei leader monarchici come capri espiatori per la sconfitta militare del paese, e guidò gradualmente il paese verso una repubblica. Il 18 ottobre 1923, il governo rivoluzionario indisse le elezioni che si sarebbero tenute il 16 dicembre per un'Assemblea nazionale che avrebbe deciso la futura forma di governo del paese. Il governo rivoluzionario, invece, guidato da Gonatas, aveva approvato una legge elettorale che favoriva pesantemente il Partito dei Liberali venizelista e gli altri partiti antimonarchici.
La prospettiva delle elezioni e di un quasi certo cambio di regime portarono alla creazione di una coalizione eterogenea nei ranghi dell'esercito, che mirava a rovesciare il governo. La sua principale forza motrice era la cosiddetta "Organizzazione dei Maggiori" (Οργάνωση Ταγματαρχών) di ufficiali monarchici di medio rango, che era in stretto contatto con l'ex vicecapo di stato maggiore dell'esercito e del futuro dittatore monarchico, il generale Ioannis Metaxas, ma si unirono anche diversi venizelisti scontenti, in particolare Leonardopoulos e Gargalidis. I cospiratori riuscirono a conquistare la maggior parte delle unità militari nel nord della Grecia e nel Peloponneso, ma non riuscirono a fare breccia nelle guarnigioni di Atene, Salonicco o nelle altre grandi città, così come nella prevalente Marina venizelista.

## Tentato colpo di stato
Metaxas aveva consigliato che il colpo di Stato si svolgesse ad Atene, centro nevralgico del Paese, ma in realtà fu lanciato nelle province nelle prime ore del 22 ottobre. Nelle sue fasi iniziali si dimostrò rapidamente vincente: al mattino, in tutta la Grecia continentale, solo le città di Atene, Salonicco, Larissa e Giannina rimasero sotto il controllo del governo. Il governo fu inizialmente colto di sorpresa, ma si riprese velocemente. Il generale Theodoros Pangalos, capo dell'esercito, lanciò energiche contromisure, mentre i golpisti prevaricarono.
A Salonicco, gli ufficiali venizelisti guidati dal generale Georgios Kondylis impedirono al colpo di stato di conquistare la città e si scontrarono successivamente con le forze ribelli sotto il colonnello Ziras. Le forze governative prevalsero e ristabilirono il controllo sulla Grecia settentrionale entro il 25 ottobre, mentre lo stesso Ziras fuggì in Jugoslavia. Nel Peloponneso, Leonardopoulos e Gargalidis con le loro truppe attraversarono l'istmo di Corinto e marciarono verso Atene, ma furono circondati dalle truppe governative e costretti ad arrendersi senza condizioni il 27 ottobre.

## Conseguenze
Il fallito colpo di stato fu un punto di svolta nella storia greca, poiché la causa monarchica fu completamente sconfitta, almeno per il momento. All'indomani del colpo di stato, la fazione monarchica perse influenza e fu effettivamente decapitata. Più di 1200 ufficiali monarchici furono licenziati dalle forze armate. Leonardopoulos e Gargalidis furono portati davanti alla corte marziale e condannati a morte, anche se alla fine vennero graziati. Ioannis Metaxas, che era a Corinto al momento del colpo di stato, riuscì a fuggire dal paese e andò in esilio in Italia. I partiti monarchici si astennero dalle elezioni di dicembre, aprendo la strada al trionfo elettorale dei partiti venizelisti. Re Giorgio II lasciò il paese il 19 dicembre e il 25 marzo 1924 fu proclamata la Repubblica presidenziale. La sua breve esistenza sarebbe stata turbata da colpi di stato e controcolpi di stato in mezzo al conflitto sempre continuo tra venizelisti e monarchici, fino alla restaurazione della monarchia in un altro colpo di stato nell'ottobre 1935.